# Chromosporium pallescens
Chromosporium pallescens är en svampart som beskrevs av Cooke & Massee 1892. Chromosporium pallescens ingår i släktet Chromosporium, divisionen sporsäcksvampar och riket svampar.   Inga underarter finns listade i Catalogue of Life.